# إذا بقيت (رواية)
إذا بقيت رواية من تأليف الكاتبة غايل فورمان Gayle Forman والتي نشرت عام 2009. وتدور أحداث الرواية حول حياة فتاة شابة تبلغ من العمر 17عام اسمها ميا هول بعد تعرضها هي وعائلتها لحادث مفجع ؛ مما أدى إلى وفاة عائلتها ودخولها في غيبوبة. وفي أثناء الغيبوبة تعيش ميا تجربة الحياة خارج جسدها؛ حيث بإمكانها مشاهدة الأحداث التي تدور من حولها أثناء تلقيها العلاج في المستشفى كتجمع أصدقائها وأفراد عائلتها حولها. وتتعاقب أحداث القصة وتنكشف عبر سلسلة من الأحداث من خلال استعادة ذكرياتها، فتجد ميا نفسها عالقة بين عالمين: الحياة وعالم الذين غادروا الحياة، وعلى ميا أن تتخذ قرار يحدد مصيرها بناءً على الماضي والعلاقات التي تربطها مع الناس، ولا يوجد أمامها سوى خيارين: البقاء مع جدها وجدتها وحب حياتها آدم أو الذهاب هروباً من تذوق مرارة فقدان عائلتها والعيش دونهما.
لقد لاقت الرواية رواجاً كبيراً بين فئة الشباب ،وقامت شركة سمت إنترتاينمنت للإنتاج باختيارها في ديسمبر 2010م ليتم تجسيدها على شكل فيلم لعام 2014.
وفي عام 2011م نشرت رواية "حيث ذهبت"، "where she went"، تكملةً لقصة ميا.

## حبكة الرواية
قررت عائلة ميا في يوم ثلجي عاصف الخروج وأخذ جولة صباحية، ولكن كان من المؤسف أن والدها غير معتاد على السياقة في هذه الأجواء الثلجية؛ مما جعله يفقد السيطرة في التحكم في المركبة، وأدى ذلك إلى وقوع حادث مروع. وعندما استفاقت ميا وجدت جثث أفراد عائلتها الذين لقوا حتفهم جراء الحادث، ووجدت نفسها بعيدة جداً عن جسدها موشكاً على الموت وقامت بمرافقته للمستشفى. كانت ميا تشاهد أفراد عائلتها وهم يهرعون للإطمئنان عليها والاهتمام بها، في حين يصارع كل من صديقها المقرب يدعى كيم وحبيبها آدم من أجل الوصول إلى المستشفى. وفي أثناء فترة مكوثها في المستشفى تفكر ميا مليا بشأن حياتها وتحكي ذكرياتها عن تطور علاقتها مع آدم، وتنامي موهبتها وتزايد شغفها في العزف على آلة تشيلو، وأيضا تفكر في كونها مراهقة تحس بالضياع لا يهم إلى أين تذهب. تتخبط ميا هنا وهناك في اتخاذ قرار حياتها إما بالبقاء مع من تبقى لها من عائلتها وحبها الوحيد آدم، أو الذهاب مع والديها وشقيقها تيدي الذين فارقوا الحياة لتكون بصحبتهم. لقد اتخذت ميا على الأغلب قرار المغادرة حتى وصول آدم إلى غرفتها حيث يقبع جسدها وأخذ يتوسل إليها لتبقى، وفي تلك اللحظة شرعت ميّا بتصور كامل مستقبل حياتها في حالة بقائها، وفي حينها اتخذت ميّا القرار الأصعب في حياتها. وماذا يا ترى هل ستبقى ميّا أم ستغادر؟

## الشخصيات
ميّا هول: فتاة مراهقة تعيش في ولاية أوريغون، تحب كل من عائلتها وآدم حباً جماً، إلا أنها تشعر بأمان أكثر حيثما تعزف على التشيللو. أحست ميا بشيء من الصعوبة في التعود على الآلة من بين عائلتها على وجه الخصوص. يشترك جميع أفراد عائلتها في شغفهم الكبير للموسيقى، إلا ميا فهي وحدها تميل إلى الموسيقى الكلاسيكية. كان والديها مروجين لحركة الروك، وحتى شقيقها تيدي رغم صغر سنه إلا أنه يميل إلى موسيقى الروك. تقع ميا في صراع ما بين شخصياتها الأثنتين: الشخصية التي لديها شغف بالموسيقى، والشخصية التي تحتاج وقتا طويلا لتعتاد على عائلتها وصديقها آدم، وتقع في صراع آخر لتفهم سبب اهتمام آدم بها بهذه الطريقة رغم اختلافاتهم سابقاً مما يشكل خلافا للأثنين، وخلافا لذلك فإن علاقتهم ببعض قوية جدا.
آدم وايلد: حبيب ميا، وهو فتى وسيم يحب الموسيقى ويعزف على آلة الجيتار في فرقة للموسيقى تدعى شوتنج ستار والتي سرعان ما لاقت شعبية في ولاية أوريغون. كانت الفرقة[ ؟ ] في رحلة خارج المنطقة عندما تعرضت ميا وعائلتها للحادث مما سيعكس ذلك على طبيعة علاقتهم. على الرغم أن كلاهما يحبا بعضهما كثيرا، إلا أنهم يبدون على وشك الفراق وسيشق كل منهما طريقه. وما يثير السخرية أن حبهم للموسيقى هو سبب انفصالهم. تعتزم ميا الذهاب إلى جوليارد في حين أنها ترى أنه يجب على آدم البقاء في أوريغون ومواصلة العزف على الجيتار مع فرقته. يحب آدم ميا كثيرا لدرجة أنه يقوم بأي شيء لإسعادها، وفي فترة مكوث ميا في المستشفى يقوم آدم بكل ما في وسعه للوصول إليها وإيقاظها من غيبوبتها.
كيم شين: صديقة ميّا المقربة على الرغم من عدم تقبل إحداهن للأخرى في أول لقاء لهما إلا أنهما أصبحتان فيما بعد صديقتين مقربتين. يقال أنهن تتشابهان كثيراً وينظر إليهن على أنهن مواظبات على الدروس. كيم شخصية ساخرة ومستجيبة لإنفعالات أمها إلى أن وصلت حد الانهيار وطلبت منها بأن تهدأ وتتريث . وتتمثل قوة كيم في تجاهلها لمشاعرها والوقوف بجانب صديقتها المقربة . تعتنق كيم الديانة اليهودية والتي كانت لا تبدو عليها ولكنها كانت على اتصال دائم خصوصاً عند دخول ميّا للمستشفى. كيم وآدم لا تربطهما علاقة سوى ميّا، ولا يحب أحدهما الآخر على الرغم من محاولات ميّا لتجعلهما صديقين ولكن توطدت علاقتهما عند دخول ميّا للمستشفى ومحاولة كيم لإخباره بحالتها.
تيدي هول: شقيق ميّا الصغير، والذي تحبه كثيراً لدرجة أنه يقال وكأنه ابنها، وهو كذلك يحبها كثيراً. علاقة ميّا بأخوها تيدي أكثر بكثير من علاقة الأخت بأخيها؛ فهم قريبون من بعض كثيراً، ظهر اهتمام ميّا الشديد بأخيها وحمايته مباشرة بعد الحادث، على الرغم من موت والديها ترك أثراً كبيراً إلا أن قلقها المباشر على صحة شقيقها كان واضحاً. كان قرار ميّا مرتبط بحياة شقيقها أي ستبقى في حالة بقائه على قيد الحياة، ولكن كان موت تيدي بمثابة الصدمة حيث براءة تيدي وفقدانه يعكس براءة ميّا، وستموت ميّا بفقدانه في حين يجب عليها البقاء والعيش.
كات هول: والدة ميّا، شخصية صادقة وجديرة بالثقة والتي يمكن وصفها قاسية كالحجر[ ؟ ] ولطفية كالورد[ ؟ ]. تحب موسيقى الروك كثيراً وكذلك عائلتها التي تكن لها كل الولاء وتسعى للحفاظ عليها. تحاول كات وبشدة تفهم ابنتها ميّا والتي تختلف كثيراً عنها وعن بقية أفراد عائلتها إلا أنها تحب تقلب مزاجها، وتبذل قصارى جهدها لتجعل ابنتها تشعر بأنها تحبها وتتقبلها بغض النظر عن الاختلافات بينهما، فهي أيضا تشجعها على الخروج عن غير المألوف وعدم الخوف من خوض تجارب جديدة، وتقدم لها النصح حتى وإن لم تكن بحاجته.
ديني هول: والد ميّا، وهو أيضاً يحب الموسيقى كثيراً، وكانت له فرقة موسيقية خاصة به قبل أن يصبح أباً، كانت الموسيقى هي محل اهتمامه إلا أن عائلته هي محل اهتمامه الأكبر، وهذا ما جعله سهلاً للتخلي عنها والمضي قدماً. يتشارك ديني مع ابنته ميّا في كونهما فنانين. تقدر ميّا أبيها وتتقبله مثلما هو، في كونه موسيقي وشاعر غنائي. على الرغم من اقتناع ديني بفكرة الأبوة والاستقرار[ ؟ ] إلا أنه ما زال متمسكا بذاته التي تحب الروك والرول ولبس الملابس الغريبة، وتشغيل موسيقى الروك لعائلته في السيارة. يحفز ديني ابنته لتكون أفضل عازفة على قدر الإمكان، وتربطهم علاقة من نوع خاص، حيث اشترى لميّا أول تشيللو وبثّ فيها روح الحماس قبل أول أداء[ ؟ ] لها على الإطلاق.

## مواضيع الرواية
اتخاذ القرار: يعد الصراع من أجل اتخاذ القرار من أبرز المواضيع التي تناولتها الرواية، حيث جوهر الرواية يكمن في اتخاذ ميّا القرار إما بالبقاء والذي يعكس طبيعة شخصيتها إن كانت لديها القوة للعيش بدون عائلتها، أو ليس بمقدورها تحمل فقدانهم والمغادرة. وكذلك يتبلور اتخاذ القرار في الكثير من ذكريات ميّا، كترددها في الذهاب إلى جوليارد أو البقاء مع آدم، ولاسيما في الاستمرار في شغفها للموسيقى الكلاسيكية، أو الخروج عن ذلك وغمر نفسها في عالم الروك.
الحياة والموت: تجلى هذا الموضوع في الرواية، حيث فكرة الحياة والموت تواجه ميّا وتمنحها فرصة ضئيلة لاختيار ما تريده. تواجه الموت بطريقة غير طبيعية جداً، حيث لا تواجه مع موت عائلتها فقط، وإنما موتها المحتمل أيضاّ وكما يجب أن تضع فكرة العيش بعين الاعتبار بجميع الاحتمالات التي قد تواجهها.
النضج: تجبر ميّا على مواجهة حقيقة النضوج قبل تعرضها للحادث، على الرغم من أنه أصبح الأمر أكثر وضوحاً على أن حياتها تتطلب منها المضي قدما، وعليها أن تختار البقاء والعيش . تكافح ميّا لترك طفولتها عندما أنهت دراستها الثانوية ووشوكها على الدخول إلى عالم الكبار حيث لا يشكل لها عالماً جديداً فحسب بل ستكون وحدها تماماً ويجب عليها الكفاح من أجل نفسها.

## تكملة الرواية
أصدرت رواية (حيث ذهبت) في أبريل عام 2011م، مكملةً لرواية (إذا بقيت). ويتم سرد أحداث الرواية على لسان آدم الذي أصبح صديقها السابق، حيث مرا الأثنين بفترة صعبة عندما قررت ميّا إنهاء علاقتها به وتركه والذهاب إلى نيويورك للالتحاق بمدرسة جوليارد للموسيقى. وتتابع أحداث تكملة الرواية وتدور حول ليلة لقائهما في نيوورك، والخروج في رحلة برية والتي من المحتمل أن تلم شملهما مرة أخرى.

## نقد وتحليل
أوضح لين راشد من مجلة مكتبة المدرسة أن الرواية تحظى بشخصيات ساحرة تثير مشاعر القراء وتدفعهم للضحك أو البكاء أو الحب، والاستفهام بشأن حدود الأسرة والحب. وأضاف قائلاً أن قصة ميّا مقنعة.
ومن ناحية تحليل مواضيع الرواية، أوضح ايل وتربيك من مجلة الشباب والكبار لمحو الأمية أن الموسيقى عنصر مهم للغاية في القصة.
ووفقاً لثوب اون فإن عنوان الرواية يشير إلى العراك ما بين القدر والإرادة الذاتية، ويتفق الناقد أن الرواية طرحت شدة الحب والترابط العائلي والترابط بين الأصدقاء ولاسيما الشغف بالموسيقى.

## تجسيد الرواية
المقال الرئيس: إذا بقيت (فيلم)
بعدما لاقت الرواية نجاحاً كبيراً قررت غايل فورمان التعاون مع سمت إنترتاينمنت لعرض الرواية على شكل فيلم سينمائي. وفي ديسمبر عام 2010 تم الإعلان عنه وترشحت كل من داكوتا فانينغ وكلوي غرايس موريتز وإيميلي براوننغ لتمثيل دور ميّا. وكان في نهاية المطاف الدور من نصيب كلوي غرايس موريتز في الرابع والعشرين من شهر يناير عام 2013م. وكان من المقرر أن تكون كاثرين هاردويك مخرجة للفيلم والتي قد أخرجت الجزء الأول من فيلم الشفق[ ؟ ]، ولكن استبدلت فيما بعد بالمخرج البرازيلي هيتور داليا والذي خرج فيما بعد. وفي الرابع والعشرين من شهر يناير أعلن ر.ج. كوتلر مخرجاً جديداً للفيلم. وفي يناير عام 2014م وزع مترو غولدوين ماير وارنر برذرز بيكتشرز الفيلم، وتم عرضه في الثاني والعشرين من أغسطس عام 2014م، وقد حقق أرباحاً في شباك التذاكر بلغت حوالي 15.6 مليون دولار.

## مطبوعات دار النشر
- Forman, Gayle. If I Stay: A Novel. New York: Dutton, 2009. Print.